# Ficus laevis
Ficus laevis är en mullbärsväxtart som beskrevs av Carl Ludwig von Blume. Ficus laevis ingår i släktet fikonsläktet, och familjen mullbärsväxter. Utöver nominatformen finns också underarten F. l. macrocarpa.